# Hajnówka
Hajnówka (en polonès: Hajnówka; en belarús: (grafia llatina) Hajnaŭka, (grafia ciríl·lica) Гайнаўка) és la ciutat del voivodat (regió) de Podlàquia, a Polònia, i deu el seu nom al riu que la travessa, el (Leśna Prawa). Amb una població d'uns 21.442 habitants (2014). Està situada al nord-est del país i a uns 17 km de la frontera amb Belarús.